# Gulbukig empid
Gulbukig empid (Empidonax flaviventris) är en nordamerikansk fågel i tättingfamiljen tyranner som huvudsakligen häckar i Kanada.

## Kännetecken

### Utseende
Gulbukig empid är en del av släktet Empidonax vars arter är notoriskt svåra att skilja åt på utseende med sin olivgrå ovansida och svarta vingar försedda med vingband. Gulbukig empid är dock relativt karakteristisk med olivgul anstrykning och framför allt gulaktig strupe, en egenskap den endast delar med artparet västempid-ponderosaempid bland de nordamerikanska arterna. Den skiljer sig från dessa genom kortare stjärt och att den vita ögonringen inte är utdragen bakom ögat. Näbben relativt kort, liksom vingarna. Kroppslängden är 12,5–15 cm.

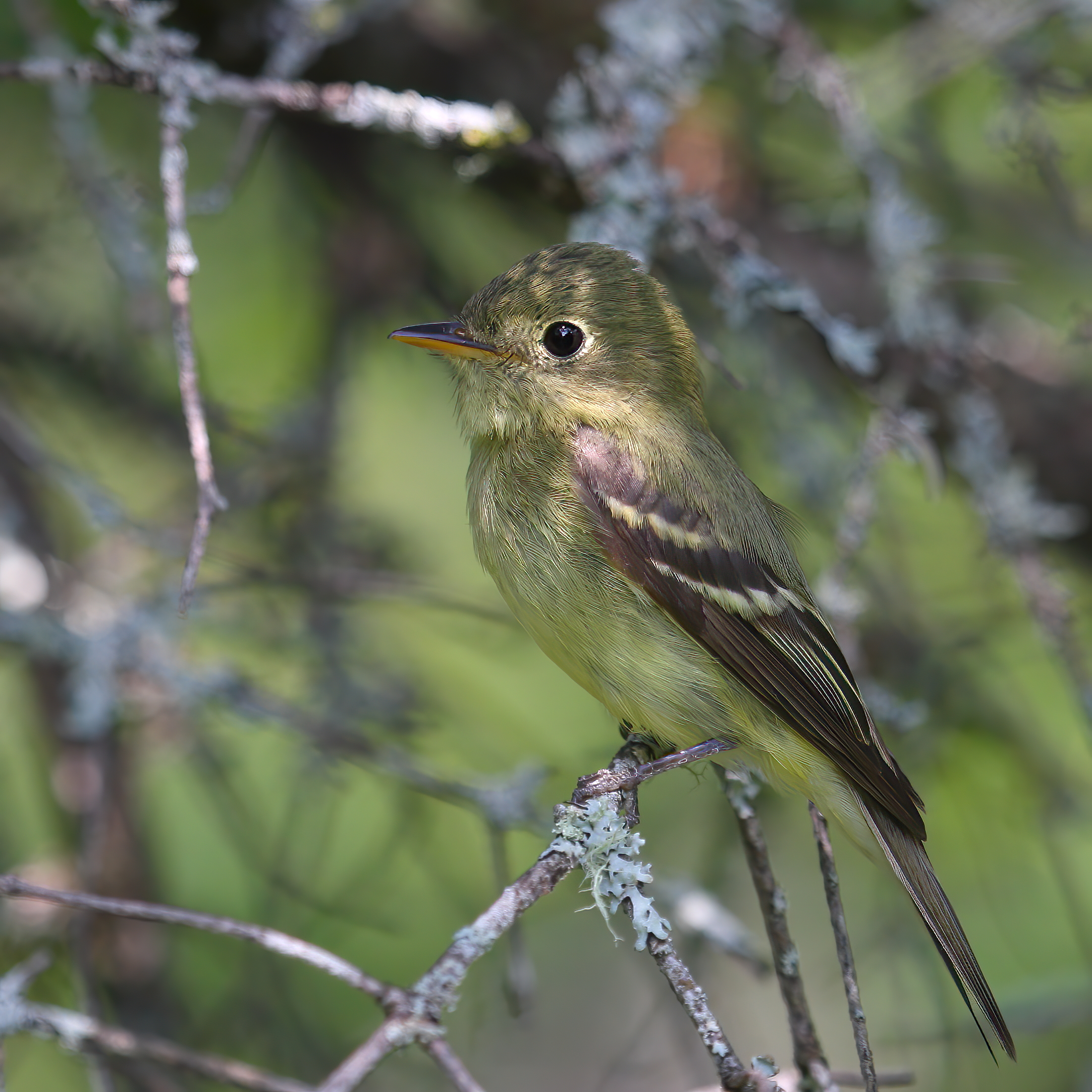

### Läte
Sången beskrivs som ett hest "chebunk" eller "cheburk" likt dvärgempiden med mjukare. Det vanligaste lätet är ett klart stigande "tuwee".

## Utbredning och systematik
Fågeln häckar i östra Kanada och USA, närmare bestämt från södra Yukon and centrala och norra British Columbia österut till Newfoundland, Prince Edward Island och Nova Scotia, och vidare söderut i nordöstra USA från norra Minnesota och Stora Sjöarna in i Pennsylvania, centrala New York och isolerat i West Virginia. Den övervintrar från Mexiko till Panama.
Tillfälligt har den påträffats på Grönland. En individ upptäcktes även 15 september 2020 på ön Tiree i skotska Hebriderna, hittills det enda fyndet av arten i Europa.
Arten tros vara närmast släkt med artparet västempid-ponderosaempid samt centralamerikanska höglandsempiden. Den behandlas som monotypisk, det vill säga att den inte delas in i några underarter.

## Levnadssätt
Gulbukig empid häckar i täta granskogar, ofta i fuktiga områden med tät undervegetation. Födan består av insekter och andra leddjur, ibland även frukt. Fågeln häckar från sluteta av maj till början av augusti.

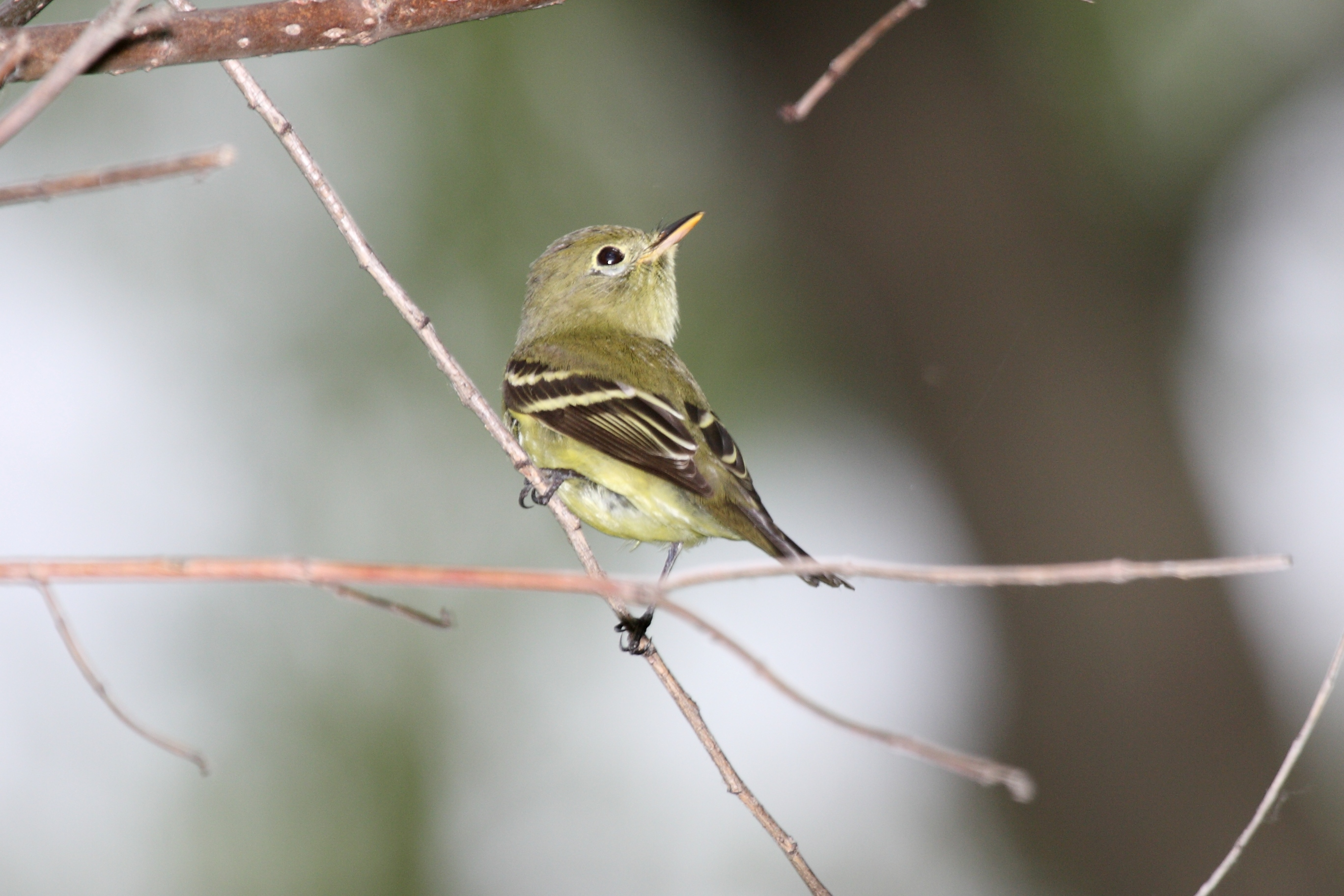

## Status och hot
Arten har ett stort utbredningsområde och en stor population, och tros öka i antal. Utifrån dessa kriterier kategoriserar internationella naturvårdsunionen IUCN arten som livskraftig (LC).